# SIDAM 25
SIDAM 25 (італ. Sistema Italiano Difesa Aerea Mobile - Італійська мобільна система повітряного захисту)  — зенітна самохідна установка, розроблена в Італії на шасі американського бронетранспортера M113. Завдяки вибору базового шасі для SIDAM 25, компоненти та запчастини були дешевими та легкодоступними завдяки широкому розповюдженню базового M113. Почавши виробництво в 1987 році, OTO Breda розробила велику башту для розміщення чотирьох гармат Oerlikon KBA і трохи переробила корпус M113, щоби забезпечити боковий доступ до внутрішнього простору машини за рахунок додавання бокових дверей.

## Озброєння
Гармата Oerlikon KBA може ефективно вражати низьколітаючі цілі в межах дальності дії близько 2500 м. Стріляючи зі швидкістю 2440 пострілів на хвилину, башта вміщує 150 осколково-фугасних боєприпасів для кожної гармати. Внутрішній магазин також містить 40 патронів APDS, які можна використовувати проти ворожої техніки. Башта може обертатися на 360°, а гармати можна підняти на 87° або опустити на 5° від горизонтального положення. В башті та корпусі передбачені вогневі бійниці.

## Контроль і спостереження за вогнем
Ураження цілі здійснюється за допомогою оптоелектронної системи керування вогнем і лазерного далекоміра, але через відсутність радіолокації знижується її точність прицілювання в погіршених погодних умовах. 

## Рушій
SIDAM 25 оснащений одним 6-циліндровим двигуном Detroit 6V-53, який забезпечує 215 кс (160 кВт), розганяє SIDAM 25 до максимальної швидкості 68 км/год і дозволяє транспортному засобу долати вертикальні перешкоди 0,6 м по висоті та підйомам з 60% ухилом і поперечними траншеями до 1,7 м завширшки. 

## Оператори
- Італія

## Дивись також
- M163 VADS
- ЗСУ-23-4